# Pallone d'oro FIFA 2011

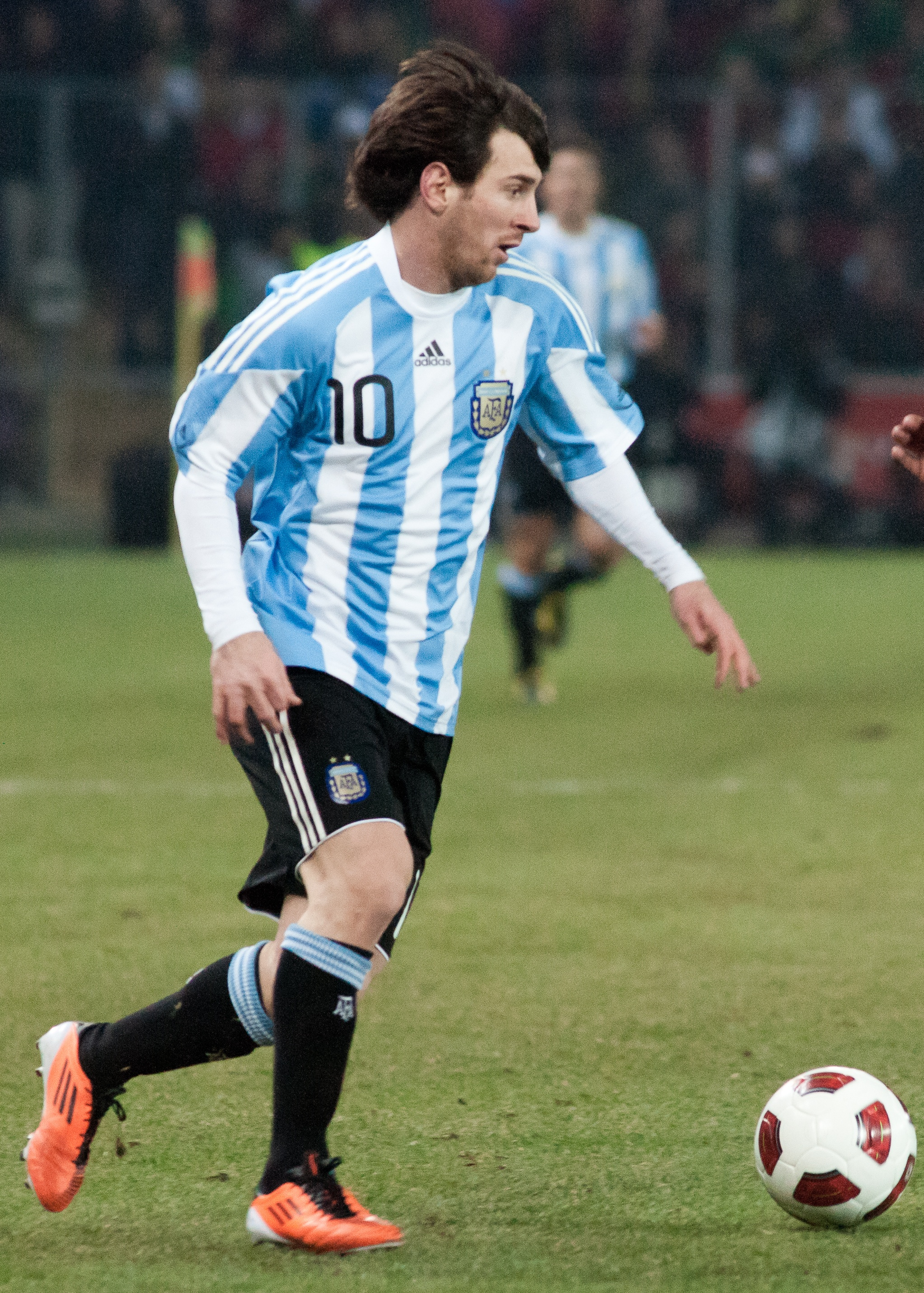
Lionel Messi, vincitore del Pallone d'oro FIFA 2011

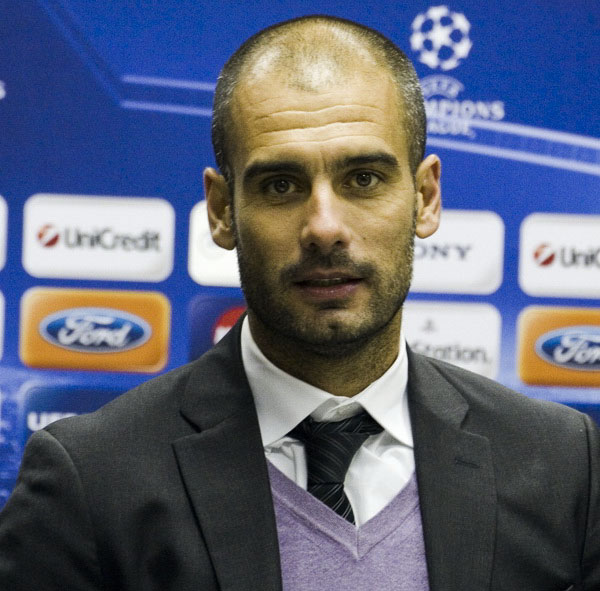
Josep Guardiola, vincitore del FIFA Coach of the Year 2011 per il calcio maschile

Il Pallone d'oro FIFA 2011 è stato consegnato il 9 gennaio 2012 a Zurigo, Svizzera. Il vincitore è stato, per la terza volta consecutiva, Lionel Messi, eguagliando così il record di tre successi di Johan Cruijff, Marco van Basten e Michel Platini, quest'ultimo l'unico altro giocatore capace di trionfare tre volte di fila. Durante la cerimonia vengono anche dichiarati i vincitori del FIFA Women's World Player of the Year, del FIFA Coach of the Year per il calcio maschile e femminile, del FIFA Puskás Award, del FIFA Presidential Award e del FIFA Fair Play Award.

## Pallone d'oro FIFA
Il rimanente 0,40 % dei voti sono risultati non validi.

## FIFA Women's World Player of the Year
Il rimanente 0,82 % dei voti sono risultati non validi.

## FIFA World Coach of the Year

### Calcio maschile
Il rimanente 0,55 % dei voti sono risultati non validi.

### Calcio femminile
Il rimanente 0,55 % dei voti sono risultati non validi.

## FIFA Puskás Award
Il terzo FIFA Puskás Award, premio attribuito alla rete più spettacolare dell'anno sulla base di un sondaggio pubblicato sul sito ufficiale della Federazione, è stato assegnato a Neymar, per il gol realizzato nella partita tra Santos e Flamengo.
Il giocatore brasiliano ha battuto Wayne Rooney e Lionel Messi.
Gli altri giocatori nominati erano Benjamin De Ceulaer, Giovani dos Santos, Julio Gómez, Zlatan Ibrahimović, Lisandro López, Heather O'Reilly e Dejan Stanković.

## FIFA Presidential Award
- Alex Ferguson

## FIFA Fair Play Award
- Japan Football Association